# Fissidens protonematicola
Fissidens protonematicola är en bladmossart som beskrevs av Kyuichi Sakurai 1933. Fissidens protonematicola ingår i släktet fickmossor, och familjen Fissidentaceae. Inga underarter finns listade i Catalogue of Life.